# Lampsar
Lampsar (ou Lamsar ou Lammsar) est une localité du nord-ouest du Sénégal, située dans l'ancien royaume du Waalo, dans la basse vallée du fleuve Sénégal, à 25 kilomètres environ de Saint-Louis.

## Histoire

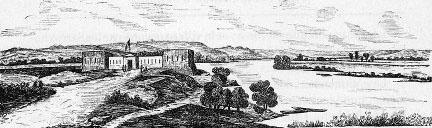
Le fort de Lampsar en 1890

En 1843, Lampsar est l'un des postes commerciaux établis par les Français le long du fleuve Sénégal.
En 1859, Faidherbe décide d'aménager le marigot pour approvisionner Saint-Louis en eau potable.

## Administration
Lampsar fait partie de la communauté rurale de Gandon dans le département de Saint-Louis (région de Saint-Louis).
Le premier chef de village s'appelait Amadou Makhet Seck. l'intérimaire actuel est Bakari Ndiaye. Les plus grands dignitaires sont vieux Saboye Ndiaye, Allassane Fall, Djibril Diagne, Papa Yam Mbodj, El Hadj Wade et Ousseynou Dieye (Pallene).[réf. nécessaire]

## Géographie

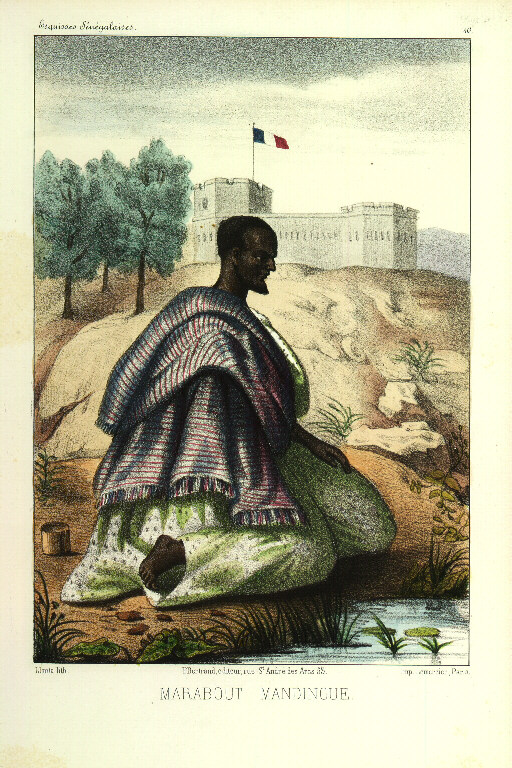
Marabout mandingue au pied du fort (Esquisses sénégalaises de l'abbé Boilat, 1853)

Les localités les plus proches sont Ndialam, Lamsar Peul et Mbarigo

### Physique géologique
Lampsar se trouve à proximité du marigot de Khassakh.

### Population
En 2003, Lampsar comptait 1 145 habitants et 133 ménages.

### Économie
La localité est connue grâce à la riziculture. Elle produit des milliers de tonnes de riz dans sa cuvette. On y pratique aussi des cultures maraîchères au bord du Khassakh. La vie économique est aujourd'hui dominée par les groupements féminins dont la présidente est Adiara Fall.

## Jumelages et partenariats
Le Partenariat avec Projet-Crevette.
C'est à Lampsar en 2011 où le Projet-Crevette avait commencé son épreuve sur l'efficacité de la crevette sénégalaise d'arrêter la transmission de la bilharziose. Cette crevette, qui historiquement était répandue le long des 1 500 km du fleuve Sénégal, a disparu lors de la construction du barrage de Diama en 1986 car la crevette d’eau douce est une espèce qui doit migrer toute l'année vers l'eau de mer pour se reproduire. Par conséquent inattendu, l'un des premiers foyers les plus intenses de la transmission des bilharzioses urinaire et intestinale était les plages de Lampsar.
Projet-Crevette est en train de restaurer la population de cette crevette d'eau douce au foyer de transmission principal de Lampsar pour pouvoir réduire naturellement le taux d'infection humaine par ce parasite qui infeste la région.
Une fois clairement démontré, les villageois de Lampsar se livreront à l'aquaculture de ces crevettes de grande taille, aussi nommées « langoustines du fleuve », pour rendre durable l'effet positif sur la santé publique à travers une activité d’élevage de pêche en micro commerce.